# Taeniopygia guttata
El diamante cebra (Taeniopygia guttata), también conocido como diamante mandarín, es una especie de ave paseriforme originaria de Australasia.
Hay dos subespecies de diamante cebra (que anteriormente se consideraban especies separadas): el diamante cebra de Timor (Taeniopygia guttata guttata), de tamaño más pequeño, que habita islas Menores de la Sonda; y el diamante cebra australiano (Taeniopygia guttata castanotis), que se encuentra en Australia continental y es de tamaño más grande. 
El diamante cebra es un pájaro que se usa frecuentemente como mascota, y en consecuencia se ha introducido en México, Puerto Rico, Portugal y España.

## Distribución y hábitat
Se distribuye por la mayoría de las islas menores de la Sonda, desde Lommbok a Sermata. La subespecie australiana, T. g. castanotis, se halla presente en buena parte del continente, especialmente en el norte y el este. 

## Comportamiento
El diamante mandarín es un pájaro muy sociable y es posible verlo formando bandadas compuestas por parejas cuyo número oscila entre veinticinco y cien.
La disponibilidad de agua en superficie constituye un factor crucial en la estructura de su forma de vida ya que se mantienen lo más cerca posible de los puntos en que se encuentra. El diamante mandarín se ha adaptado muy bien a las tierras áridas y que como consecuencia de ello es capaz de beber agua con un contenido mucho más elevado de sal que la mayoría de las demás especies. Asimismo también cuenta con la capacidad de retener el agua cuando la mayoría de los pájaros la eliminan a través de la orina, lo cual hace posible que esta especie pueda resistir durante largos periodos de tiempo sin beber. 
El diamante mandarín, junto con otras especies exóticas que consiguen sobrevivir en condiciones propias del desierto, bebe sumergiendo el pico en el agua y succionándola, de un modo parecido a las palomas. Esto les permite beber con mayor rapidez (y abandonar con presteza la charca donde corren el peligro de sufrir un ataque por parte de algún depredador) e igualmente aprovechar las pequeñas gotas depositadas en la vegetación, en los recovecos de las rocas y en otros puntos que no serían tan fáciles de alcanzar si se hiciera uso de métodos convencionales propios de otros pájaros. El diamante mandarín bebe hacia la mitad del día mientras que otras especies lo hacen al amanecer o durante las primeras horas de la mañana.

## Canto
Es un ave muy bulliciosa, su canto es un fuerte "beep", muy parecido a cuando se hace sonar un patito de goma, que sonando repetidamente conforma una canción con cierto grado de complejidad. Cada ave tiene un canto distinto, aunque diamantes de la misma línea sanguínea exhibirán cantos parecidos.
El diamante mandarín macho comienza a cantar en la pubertad. Su canto empieza con algunos sonidos sueltos, pero a medida que crece se va perfeccionando. Durante ese proceso irá aprendiendo sonidos de su entorno, muchas veces usando el canto de su padre o de otros machos adultos.

## Reproducción

### Cría

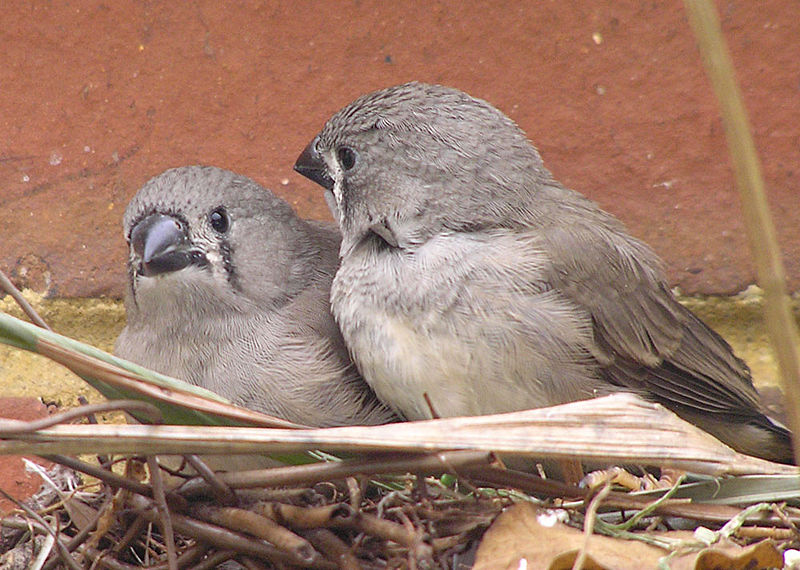
Ejemplares jóvenes de Taeniopygia guttata.

En las regiones áridas del interior de Australia la lluvia no tiene carácter estacional, como sucede en el caso en las zonas costeras, y resulta totalmente impredecible cuándo aparecerá. Como resultado de esta situación, el diamante mandarín se ve condicionado por la meteorología en cuanto a su ciclo de cría y debido a tal circunstancia comienza a construir su nido tan pronto como empieza a llover. Este ciclo se halla tan ligado a las precipitaciones que la especie puede llegar a tener dos o tres puestas en un año o por el contrario no realizar ninguna si no llega la lluvia. El vínculo que une a la pareja es fuerte, y se cree que se establece para toda la vida hasta que uno de los dos muere, en cuyo caso el que sobrevive buscará un nuevo compañero.
En las áreas de Australia en que las condiciones climatológicas son menos rigurosas, la cría más regular y tiene lugar generalmente a lo largo de todo el año con la sola excepción de los meses más fríos del invierno.

### Construcción del nido
Las lluvias darán lugar a que hagan su aparición las plantas gramíneas con las que se alimenta el diamante mandarín, y también muchos insectos, por cuyo motivo no pierde tiempo y procede a construir su nido. Se ha podido observar que en aquellos lugares en que la disponibilidad de agua es más segura a lo largo de todo el año, es la hembra en solitario la que construye el nido mientras que el macho lleva a cabo la labor de transportar los materiales.
Sin embargo, tratándose de la parte interna, ambos contribuyen a su acabado, lo cual indudablemente se debe a la necesidad de imprimir cierta celeridad al ciclo de cría. Los puntos elegidos para instalar el nido varían considerablemente y lo mismo ocurre con la calidad del mismo. Ante todo, el mayor grado de preferencia se inclina por los arbustos espesos pero conviene señalar que el diamante mandarín lo instalará en cualquier lugar que estime apropiado, incluido el suelo entre la hierba. También puede ocurrir que se decida por antiguos nidos de otros pájaros, huecos existentes en los árboles, termiteros, postes e inclusos grandes nidos constituidos por ramaje y previamente ocupados por aves de presa. 
La parte externa del nido se halla formada por ramitas o raíces que derivan hacia otras de tipo más suave y de menor dimensión a medida que se van acercando al punto en que tendrá lugar la cría de los polluelos, el cual se halla recubierto de plumas, briznas de hierba, pelos de conejo y cualquier otro material que la pareja haya podido conseguir. El nido puede estar rematado por una cúpula pero también puede que carezca de cubierta y ciertamente podemos decir que no responde a la bella estructura que caracteriza el de las especies de auténticos tejedores.

### Huevos
El número de huevos de una puesta puede estar entre los tres y los siete. Son de color blanco puro y su tamaño es asimismo variable, incluso dentro de una misma puesta, pero tamaño medio ronda los 15 mm.

### Incubación
Los huevos son incubados por ambos progenitores que los incuban por turnos de aproximadamente una hora y media. Cada uno de ellos abandona el nido al oír el canto de llamada de su pareja cuando esta se aproxima y de este modo el relevo no tiene lugar en el interior. Durante la noche, en cambio, ambos pájaros permanecen dentro del nido. La incubación generalmente se inicia una vez que ha sido puesto el cuarto huevo y dura entre doce y quince días, lo cual depende de la temperatura reinante.

### Emancipación
Los jóvenes polluelos crecen con mucha rapidez, generalmente se hallan en condiciones de abandonar el nido al alcanzar las tres semanas de edad. Regresan sin embargo de forma continuada para pasar la noche junto a sus padres quienes siguen alimentándolos hasta que tienen diez días más, en cuyo momento ya son plenamente independientes.
En dicho instante pueden abandonar el nido para buscar su propio lugar en el que poder pasar la noche o también cabe que utilicen el nido de sus padres si la hembra decide que querría uno nuevo para su próxima puesta.

## La muda
Los ejemplares jóvenes de diamante mandarín comienzan su muda al llegar a la edad de ocho a nueve semanas y finaliza después de que haya transcurrido un periodo de cuatro a siete semanas, lo cual supone que se hallan en condiciones de cría en el ámbito silvestre tras cumplir los tres meses aproximadamente.

## Sociabilidad

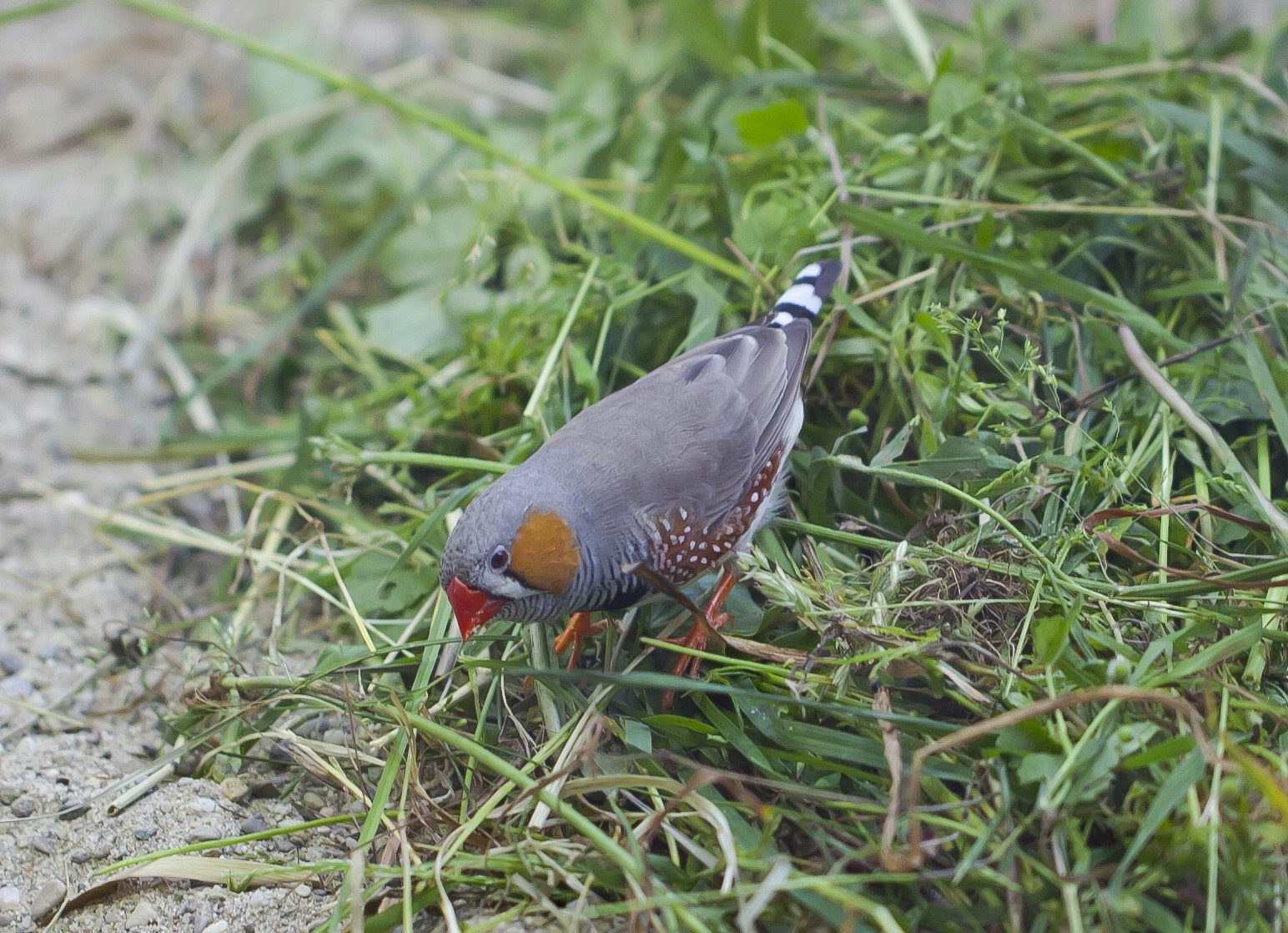
Ejemplar en Alemania.

El diamante mandarín es extremadamente sociable y de ello tienen clara percepción los que integran una comunidad. Se visitan mutuamente en sus nidos sin que surja ningún problema pero no toleran la presencia de otros ejemplares de su misma especie si provienen de otra comunidad. Muestran gran valentía en la defensa de sus nidos contra los miembros de otras especies, incluso aquellos que cabe que sean de tamaño algo mayor que ellos.
Son muy cautos y no permiten que las personas se les acerquen a distancias muy cortas como en el caso de otros pájaros. Se han adaptado, sin embargo, a la vida urbana y es posible encontrarlos en torno a muchos asentamientos humanos, donde se aprovechan en forma plena de los cultivos agrícolas y de la disponibilidad de agua.

## Alimentación
Las gramíneas constituyen la base de la dieta del diamante mandarín. Sus semillas son recogidas en el suelo o bien picoteadas en vuelo directamente de la planta. Consumen las semillas tanto de plantas nativas como introducidas y también ingieren un reducido número de diversos insectos, incluidas las termitas.